# Dukuhseti (plaats)
Dukuhseti is een bestuurslaag in het regentschap Pati van de provincie Midden-Java, Indonesië. Dukuhseti telt 8127 inwoners (volkstelling 2010).